# Martin Karl
Martin Karl, född 3 juni 1911 i Würzburg, död 1 mars 1942 på östfronten i Michajlovka, Volgograd oblast i Sovjetunionen under andra världskriget, var en tysk roddare.
Karl blev olympisk guldmedaljör i fyra utan styrman vid sommarspelen 1936 i Berlin.